# Hécate (Marvel Comics)
Hécate es el nombre de una deidad ficticia que aparece en los cómics estadounidenses publicados por Marvel Comics, basada en la diosa griega del mismo nombre. Creada por Chris Claremont y Sal Buscema, apareció por primera vez en Ms. Marvel 11 (1977).

## Biografía del personaje ficticio
Hécate está entre los titanes que gobernaron el mundo antiguo que Zeus ahorra cuando los deposita y conquista el Olimpo, y se convierte en la diosa de la magia residente del Olimpo. Ella es la primera deidad en dar magia a los mortales, desafiando a Zeus, quien había prohibido a los dioses entrometerse con los humanos. Más tarde, Zeus la exilia del Olimpo, borrando sus recuerdos y despojándola de sus poderes.
Hécate aparece en la Tierra, afirmando ser una exploradora extradimensional, confundida con Hécate en una visita al planeta hace algunos milenios. En un momento ella pelea con Ms. Marvel.
En algún momento, ella pierde más de sus recuerdos y se convierte en una reclusa de La Balsa. Durante la historia de Fear Itself, Hecate se encuentra entre los reclusos de la Balsa que escapan después de que Juggernaut en la forma de Kuurth: Destructor de Almas lo nivela. Ayuda a Basilisco, Grifo y Hombre-Toro en un robo a un banco hasta que Hércules llega y la reconoce. Hecate recupera pronto sus recuerdos, recupera sus habilidades divinas y decide apoderarse de Brooklyn, remodelando el barrio para que se parezca a una Antigua Grecia infestada de monstruos. Hércules mata a su aliado Kyknos y ella huye cuando Brooklyn vuelve a su estado normal.
Algún tiempo después, la Bruja Escarlata busca a Hécate después de sentir una perturbación en la brujería. La encuentra operando un café en una isla griega y le pide ayuda. Hecate explica que está contenta de no involucrarse con el mundo de la brujería, pero menciona que hay una perturbación mágica en la isla, que podría apoyar la teoría de Wanda de que la magia está rota. Ella le pide a Wanda que derrote a un Minotauro que ha estado asesinando a los isleños, y la heroína descubre que el Esmeralda Brujo, un mago de un siglo de edad, había transformado a Hombre-Toro para cumplir sus órdenes.

## Poderes y habilidades
Durante su exilio, Hecate solo era capaz de cambiar de forma, proyectar rayos de energía y hacer que las imágenes de las mentes de otros cobraran vida.
Cuando sus recuerdos regresaron, Hecate recuperó sus características olímpicas, que incluyen fuerza sobrehumana (levantando 25 toneladas), durabilidad, velocidad y resistencia. También es inmortal e inmoral, inmune a todas las dolencias y enfermedades humanas. Como la diosa olímpica de la magia, Hécate es una hechicera extremadamente poderosa y ha sido invocada por usuarios de magia mortal en el lanzamiento de hechizos. Puede liberar poderosas explosiones de energía, leer los pensamientos de otros, cambiar de forma y alterar la forma de otras personas y objetos. Su habilidad en la magia es tan grande que cuando distorsionó la realidad alrededor de Brooklyn y sus habitantes, lo hizo sin depender de fuentes externas para aumentar el poder mágico. También tiene cierta influencia sobre los perros y solo su presencia hace que todos los caninos en un cierto radio a su alrededor se vuelvan viciosos.

## Versiones alternativas
Un personaje mutante humano llamado Hecat'e aparece en XSE 1 (noviembre de 1996), creado por John Ostrander y Chris Gardner. Este personaje puede proyectar oscuridad desde su ojo izquierdo.